# Ti loviš
Ti loviš je slovenski črno-beli mladinski detektivski film iz leta 1961 v režiji Franceta Kosmača po scenariju Mije Kalan. Prikazuje skupino otrok na počitnicah, ki ob igri o detektivih ujamejo pravega tatu.

## Igralci
- Jure Remškar kot Saša
- Natasa Remškar kot Zlata
- Japec Jakopin kot Matjažek
- Velimir Gjurin kot Mišek
- Bard Oblak kot Primož
- Miha Burger kot Branko
- Jernej Pengov kot Zorko
- Franc Presetnik kot komandir
- Stane Starešinič kot ihtiolog
- Mila Kačič kot komandirjeva zena